# Kladnoïta
La kladnoïta és un mineral de la classe dels compostos orgànics. Rep el seu nom de la localitat de Kladno, a la República Txeca, la seva localitat tipus.

## Característiques
La kladnoïta és una substància orgànica de fórmula química C₆H₄(CO)₂NH. Químicament és idèntic a la ftalimida. Cristal·litza en el sistema monoclínic.
Segons la classificació de Nickel-Strunz, la kladnoïta pertany a «10.CA - Miscel·lània de minerals orgànics» juntament amb els següents minerals: refikita, flagstaffita, hoelita, abelsonita, guanina, tinnunculita, urea i uricita.

## Formació i jaciments
Es forma com a resultat d'incendis en munts de carbó. Va ser descoberta l'any 1942 a la mina Kladno, a Libušin, Kladno (Bohèmia, República Txeca). També ha estat descrita a la mina de carbó Kateřina, a Radvanice (Regió de Hradec Králové, República Txeca), a Wełnowiec (Alta Silèsia, Polònia), i a Kopeisk (óblast de Txeliàbinsk, Rússia).